# Lijst van rijksmonumenten in Oss (gemeente)
De gemeente Oss telt 240 inschrijvingen in het rijksmonumentenregister. Hieronder een overzicht. 

## Berghem
De plaats Berghem telt 10 inschrijvingen in het rijksmonumentenregister. Zie de lijst van rijksmonumenten in Berghem voor een overzicht. 

## Demen
De plaats Demen telt 6 inschrijvingen in het rijksmonumentenregister. Zie de lijst van rijksmonumenten in Demen voor een overzicht. 

## Deursen-Dennenburg
De plaats Deursen-Dennenburg telt 8 inschrijvingen in het rijksmonumentenregister. Hieronder een overzicht.
| Object                                                           | Oorspronkelijke functie?  | Bouwjaar         | Architect | Locatie                               | Coördinaten?                  | Nr.?   | Afbeelding        |
| ---------------------------------------------------------------- | ------------------------- | ---------------- | --------- | ------------------------------------- | ----------------------------- | ------ | ----------------- |
| Boerderij van het middenlangsdeeltype met t-huis                 | Boerderij                 | 19e eeuw         |           | Dorpenweg 21                          | 51° 47' 54" NB, 5° 38' 21" OL | 32382  | Upload foto       |
| Klooster Soeterbeek                                              | Klooster, kloosteronderdl | 1733             |           | Dorpenweg 23 / 25 en Elleboogstraat 2 | 51° 47' 54" NB, 5° 38' 16" OL | 32383  | Meer afbeeldingen |
| Boerderij op de weg naar de kerk, middenlangsdeeltype met t-huis | Boerderij                 |                  |           | Hoogstraat 27                         | 51° 48' 12" NB, 5° 37' 10" OL | 32379  | Meer afbeeldingen |
| Rooms katholieke Sint-Michaelskerk                               | Kerk en kerkonderdeel     | 11e eeuw (schip) |           | Hoogstraat 36                         | 51° 48' 13" NB, 5° 37' 5" OL  | 32780  | Meer afbeeldingen |
| Pastorie                                                         | Kerkelijke dienstwoning   | 1920             |           | Kuiperstraat 1                        | 51° 48' 1" NB, 5° 37' 46" OL  | 518216 | Pastorie          |
| Grote grafzerk en torenportaal van de R.K. Kerk St. Vincentius   | Vanwege onderdelen kerk   | vroeg 17e eeuw   |           | Laagstraat 16                         | 51° 48' 2" NB, 5° 37' 44" OL  | 32384  | Meer afbeeldingen |
| Sint-Rochuskapel                                                 | Kapel                     | 1745             |           | Rondestraat 26                        | 51° 48' 8" NB, 5° 37' 38" OL  | 32385  | Meer afbeeldingen |
| Schoolgebouw                                                     | Onderwijs en wetenschap   | 1900             |           | Rondestraat 29A                       | 51° 48' 8" NB, 5° 37' 37" OL  | 518227 | Schoolgebouw      |
| VERVALLEN - Boerderij van het middenlangsdeeltype met t-huis     | Boerderij                 | 19e eeuw         |           | Elleboogstraat 1                      | 51° 47' 49" NB, 5° 38' 19" OL | 32381  | Upload foto       |

## Dieden
De plaats Dieden telt 5 inschrijvingen in het rijksmonumentenregister. Hieronder een overzicht.
| Object | Oorspronkelijke functie?  | Bouwjaar              | Architect | Locatie                                          | Coördinaten?                  | Nr.?   | Afbeelding        |
| --- | ------------------------- | --------------------- | --------- | ------------------------------------------------ | ----------------------------- | ------ | ----------------- |
| Schutkooi | Boerderij                 | ca. 1915              |           | Achterstraat, Maasdijk, Poelstraat (ongenummerd) | 51° 49' 6" NB, 5° 36' 55" OL  | 518233 | Meer afbeeldingen |
| Boerderij waarvan het woonhuis met de stal een T-vormige plattegrond uitmaakt                                                                | Boerderij                 | 1764                  |           | Achterstraat 6                                   | 51° 49' 9" NB, 5° 36' 34" OL  | 32386  | Meer afbeeldingen |
| Stella Polaris | Industrie- en poldermolen | 1865                  |           | Maasdijk 76                                      | 51° 49' 10" NB, 5° 36' 52" OL | 32387  | Meer afbeeldingen |
| Voormalige Nederlands Hervormde Kerk, aan de dijk gelegen ruïne, bestaande uit een eenbeukig tufstenen schip                                 | Kerk en kerkonderdeel     | 13e eeuw              |           | Maasdijk 79                                      | 51° 49' 14" NB, 5° 36' 31" OL | 32388  | Meer afbeeldingen |
| Vlak opgaande toren van de Nederlands Hervormde Kerk met banden van tuf in de benedengeledingen; ingestort kruisgewelf over de benedenruimte | Kerk en kerkonderdeel     | tweede helft 15e eeuw |           | Maasdijk 79                                      | 51° 49' 14" NB, 5° 36' 31" OL | 32389  | Meer afbeeldingen |

## Geffen
De plaats Geffen telt 7 inschrijvingen in het rijksmonumentenregister. Hieronder een overzicht.
| Object | Oorspronkelijke functie?  | Bouwjaar         | Architect | Locatie          | Coördinaten?                  | Nr.?   | Afbeelding        |
| --- | ------------------------- | ---------------- | --------- | ---------------- | ----------------------------- | ------ | ----------------- |
| Zeldenrust | Industrie- en poldermolen | 1621/1870        |           | Elzendreef 5A    | 51° 44' 33" NB, 5° 28' 16" OL | 16028  | Meer afbeeldingen |
| De Vlijt; gesloten standerdmolen, afkomstig uit Boxtel                                                                   | Industrie- en poldermolen | 1681             |           | Groenstraat 20   | 51° 43' 58" NB, 5° 27' 42" OL | 16027  | Meer afbeeldingen |
| R.K.Kerk van de H. Maria Magdalena                                                                                       | Kerk en kerkonderdeel     | 15e eeuw (toren) |           | Kerkstraat 10    | 51° 44' 34" NB, 5° 27' 43" OL | 16026  | Meer afbeeldingen |
| Brouwerswoning annex koetshuis                                                                                           | Bedrijfs-,fabriekswoning  | ca. 1890         |           | Kerkstraat 12    | 51° 44' 33" NB, 5° 27' 43" OL | 520594 | Meer afbeeldingen |
| Pastorie | Kerkelijke dienstwoning   | 1856             |           | Kloosterstraat 2 | 51° 44' 34" NB, 5° 27' 46" OL | 520592 | Meer afbeeldingen |
| Beeldengroep met elementen van expressionisme, bestaande uit een Heilig Hartbeeld geflankeerd door een tweetal siervazen | Gedenkteken               | 1930             |           | Kloosterstraat 2 | 51° 44' 34" NB, 5° 27' 46" OL | 520593 | Meer afbeeldingen |
| Vermoedelijk oudste Joodse begraafplaats van de provincie Noord-Brabant                                                  | Begraafplaats en -onderdl | voor 1693        |           | Kraaijeven bij 5 | 51° 44' 11" NB, 5° 28' 46" OL | 385761 | Meer afbeeldingen |

## Haren
De plaats Haren telt 5 inschrijvingen in het rijksmonumentenregister. Hieronder een overzicht.
| Object                                                       | Oorspronkelijke functie?  | Bouwjaar  | Architect       | Locatie                               | Coördinaten?                  | Nr.?   | Afbeelding        |
| ------------------------------------------------------------ | ------------------------- | --------- | --------------- | ------------------------------------- | ----------------------------- | ------ | ----------------- |
| R.K. Pastorie                                                | Kerkelijke dienstwoning   | 1877      | H.J. van Tulder | Kerkplein 2                           | 51° 47' 55" NB, 5° 35' 6" OL  | 516613 | Meer afbeeldingen |
| Klooster Bethlehem van de Zusters Franciscanessen Penitenten | Klooster, kloosteronderdl | 1520      |                 | Kerkplein 4                           | 51° 47' 52" NB, 5° 35' 7" OL  | 28545  | Meer afbeeldingen |
| Sint-Lambertuskerk                                           | Kerk en kerkonderdeel     | 1867-1868 | H.J. van Tulder | Kerkplein 7                           | 51° 47' 55" NB, 5° 35' 8" OL  | 28515  | Meer afbeeldingen |
| Baarhuis met calvarieberg                                    | Begraafplaats en -onderdl | ca. 1900  |                 | Kerkplein (ongenummerd); bij nummer 7 | 51° 47' 55" NB, 5° 35' 10" OL | 516615 | Meer afbeeldingen |
| Heilig Hartbeeld                                             | Gedenkteken               | 1929      |                 | Kerkplein (ongenummerd); bij nummer 2 | 51° 48' 13" NB, 5° 35' 5" OL  | 516614 | Meer afbeeldingen |

## Herpen
De plaats Herpen telt 2 inschrijvingen in het rijksmonumentenregister. Hieronder een overzicht.
N.B.: de objecten die geografisch gezien in het gehucht Koolwijk liggen (vallend onder de plaatsnaamaanduiding Herpen) zijn verderop opgenomen in de paragraaf over Koolwijk.
| Object                        | Oorspronkelijke functie? | Bouwjaar                       | Architect | Locatie     | Coördinaten?                  | Nr.?   | Afbeelding        |
| ----------------------------- | ------------------------ | ------------------------------ | --------- | ----------- | ----------------------------- | ------ | ----------------- |
| Kapelanie/Burgemeesterswoning | Horeca                   | 1870-1880                      |           | Rogstraat 1 | 51° 46' 20" NB, 5° 38' 31" OL | 518225 | Meer afbeeldingen |
| St.Sebastiaanskerk            | Kerk en kerkonderdeel    | 14e eeuw (toren) 15e eeuw kerk |           | Rogstraat 2 | 51° 46' 20" NB, 5° 38' 30" OL | 32394  | Meer afbeeldingen |

## Huisseling
De plaats Huisseling telt 7 inschrijvingen in het rijksmonumentenregister. Zie de lijst van rijksmonumenten in Huisseling voor een overzicht. 

## Koolwijk
Het gehucht Koolwijk (qua postadressen officieel vallend onder de plaatsnaamaanduiding Herpen) telt 2 inschrijvingen in het rijksmonumentenregister. Hieronder een overzicht.
| Object       | Oorspronkelijke functie? | Bouwjaar | Architect | Locatie                      | Coördinaten?                  | Nr.?  | Afbeelding        |
| ------------ | ------------------------ | -------- | --------- | ---------------------------- | ----------------------------- | ----- | ----------------- |
| St.Annakapel | Kapel                    |          |           | Koolwijksestraat 5, Koolwijk | 51° 46' 9" NB, 5° 36' 27" OL  | 32390 | Meer afbeeldingen |
| Boerderij    | Boerderij                |          |           | Koolwijksesetraat 10 / 10A   | 51° 46' 10" NB, 5° 36' 29" OL | 41947 | Meer afbeeldingen |

## Lith
De plaats Lith telt 14 inschrijvingen in het rijksmonumentenregister. Zie de lijst van rijksmonumenten in Lith voor een overzicht. 

## Lithoijen
De plaats Lithoijen telt 6 inschrijvingen in het rijksmonumentenregister. Hieronder een overzicht.
| Object                                                                   | Oorspronkelijke functie?  | Bouwjaar  | Architect   | Locatie                                 | Coördinaten?                  | Nr.?   | Afbeelding        |
| ------------------------------------------------------------------------ | ------------------------- | --------- | ----------- | --------------------------------------- | ----------------------------- | ------ | ----------------- |
| Ensemble bestaande uit woonhuis en schuur in eclectische stijl: Woonhuis | Woonhuis                  |           |             | Langwijkstraat 17                       | 51° 48' 10" NB, 5° 27' 48" OL | 516561 | Meer afbeeldingen |
| Ensemble bestaande uit woonhuis en schuur in eclectische stijl: Schuur   | Woonhuis                  |           |             | Langwijkstraat 17                       | 51° 48' 11" NB, 5° 27' 49" OL | 516562 | Meer afbeeldingen |
| Gemeentehuis                                                             | Bestuursgebouw en onderdl | 1906      |             | Prelaat van den Bergplein 4             | 51° 48' 4" NB, 5° 27' 47" OL  | 516573 | Meer afbeeldingen |
| H. Remigius: kerk                                                        | Kerk en kerkonderdeel     | 1900-1901 | C. Franssen | Prelaat van den Bergplein 8             | 51° 48' 5" NB, 5° 27' 51" OL  | 516570 | Meer afbeeldingen |
| H. Remigius: kerkhofmuur en beelden                                      | Kerk en kerkonderdeel     | 1900-1901 |             | Prelaat van den Bergplein (ongenummerd) | 51° 48' 5" NB, 5° 27' 51" OL  | 516571 | Meer afbeeldingen |
| T-boerderij, gebouwd in traditionele stijl                               | Boerderij                 | 1869      |             | Weisestraat 1                           | 51° 47' 57" NB, 5° 27' 36" OL | 516583 | Meer afbeeldingen |

## Macharen
De plaats Macharen telt 4 inschrijvingen in het rijksmonumentenregister. Hieronder een overzicht. 
| Object                                      | Oorspronkelijke functie? | Bouwjaar       | Architect       | Locatie       | Coördinaten?                  | Nr.?   | Afbeelding        |
| ------------------------------------------- | ------------------------ | -------------- | --------------- | ------------- | ----------------------------- | ------ | ----------------- |
| Toren van de R.K. Kerk van St Petrus'Banden | Kerk en kerkonderdeel    | begin 15e eeuw |                 | Dorpstraat 1  | 51° 48' 15" NB, 5° 32' 42" OL | 28546  | Meer afbeeldingen |
| T-boerderij                                 | Boerderij                | 1910           |                 | Hoefstraat 26 | 51° 48' 14" NB, 5° 32' 50" OL | 516610 | Meer afbeeldingen |
| R.K. Pastorie                               | Kerkelijke dienstwoning  | 1833           |                 | Kerkstraat 2  | 51° 48' 15" NB, 5° 32' 44" OL | 516591 | R.K. Pastorie     |
| St. Petrus'Banden                           | Kerk en kerkonderdeel    | 1862-1867      | H.J. van Tulder | Kerkstraat 3  | 51° 48' 15" NB, 5° 32' 42" OL | 28516  | Meer afbeeldingen |

## Maren-Kessel
De plaats Maren-Kessel telt 4 inschrijvingen in het rijksmonumentenregister. Hieronder een overzicht.
| Object | Oorspronkelijke functie?  | Bouwjaar  | Architect | Locatie                                             | Coördinaten?                  | Nr.?   | Afbeelding        |
| --- | ------------------------- | --------- | --------- | --------------------------------------------------- | ----------------------------- | ------ | ----------------- |
| Pastorie van oud Kessel | Kerkelijke dienstwoning   | 1873      |           | Kerkpad 3                                           | 51° 48' 15" NB, 5° 23' 51" OL | 516578 | Meer afbeeldingen |
| Boerderij, oorspronkelijk hallehuis met middenlangsdeel, later uitgebreid tot krukhuis, opgetrokken in Ambachtelijk-traditionele bouwtrant | Boerderij                 | 19e eeuw  |           | Kesselsedijk 11                                     | 51° 48' 16" NB, 5° 24' 13" OL | 526453 | Meer afbeeldingen |
| Heilig Hartbeeld | Begraafplaats en -onderdl | 1933      |           | Oude Pastoriestraat / Oude Kerkstraat (ongenummerd) | 51° 47' 31" NB, 5° 22' 41" OL | 516549 | Meer afbeeldingen |
| Neogotisch grafmonument van Francisca Vermeulen, staande op een buiten gebruik geraakt kerkhof                                             | Gedenkteken               | 1915-1939 |           | Oude Pastoriestraat / Oude Kerkstraat (ongenummerd) | 51° 47' 31" NB, 5° 22' 41" OL | 516550 | Meer afbeeldingen |

## Megen
De plaats Megen telt 49 inschrijvingen in het rijksmonumentenregister. Zie de lijst van rijksmonumenten in Megen voor een overzicht.

## Neerlangel
De plaats Neerlangel telt 2 inschrijvingen in het rijksmonumentenregister. Hieronder een overzicht.
| Object                                 | Oorspronkelijke functie? | Bouwjaar                                                                        | Architect | Locatie                 | Coördinaten?                  | Nr.?  | Afbeelding        |
| -------------------------------------- | ------------------------ | ------------------------------------------------------------------------------- | --------- | ----------------------- | ----------------------------- | ----- | ----------------- |
| Sint-Jan de Doperkerk                  | Kerk en kerkonderdeel    | 11e eeuw (meerdere malen verbouwd, onder meer in de vijftiende eeuw en in 1869) |           | St. Jansstraat 02       | 51° 48' 28" NB, 5° 38' 44" OL | 32399 | Meer afbeeldingen |
| Binnengrachtse en buitengrachtse oever | Gracht                   |                                                                                 |           | Zwarteweg (ongenummerd) | 51° 47' 57" NB, 5° 38' 48" OL | 32376 | Meer afbeeldingen |

## Neerloon
De plaats Neerloon telt 3 inschrijvingen in het rijksmonumentenregister. Hieronder een overzicht.
| Object                     | Oorspronkelijke functie? | Bouwjaar                     | Architect | Locatie                               | Coördinaten?                  | Nr.?   | Afbeelding        |
| -------------------------- | ------------------------ | ---------------------------- | --------- | ------------------------------------- | ----------------------------- | ------ | ----------------- |
| R.K. pastorie van Neerloon | Kerkelijke dienstwoning  | 1910                         |           | Loonsestraat 2                        | 51° 47' 21" NB, 5° 40' 38" OL | 518213 | Meer afbeeldingen |
| Heilig Hartbeeld           | Gedenkteken              | 1930                         |           | Loonsestraat / Maasdijk (ongrnummerd) | 51° 47' 22" NB, 5° 40' 38" OL | 518214 | Meer afbeeldingen |
| R.K. van St. Victor        | Kerk en kerkonderdeel    | 14e eeuw (toren) 1821 (kerk) |           | Maasdijk 19                           | 51° 47' 23" NB, 5° 40' 38" OL | 32400  | Meer afbeeldingen |

## Oijen
De plaats Oijen telt 5 inschrijvingen in het rijksmonumentenregister. Hieronder een overzicht.
| Object | Oorspronkelijke functie?  | Bouwjaar                            | Architect | Locatie              | Coördinaten?                  | Nr.?   | Afbeelding             |
| --- | ------------------------- | ----------------------------------- | --------- | -------------------- | ----------------------------- | ------ | ---------------------- |
| Woonhuis | Woonhuis                  | 1898                                |           | Bernhardweg 2        | 51° 49' 32" NB, 5° 30' 11" OL | 516576 | Meer afbeeldingen      |
| Empire herenhuis met zes- en vierdelige schuiframen, ingang met pilasters en kroonlijst                                                                                         | Woonhuis                  | 1845                                |           | Hamstrastraat 3      | 51° 48' 54" NB, 5° 30' 53" OL | 25914  | Meer afbeeldingen      |
| Gemeentehuis; dijkhuis | Bestuursgebouw en onderdl | 1885-1995                           |           | Oijense Bovendijk 1  | 51° 49' 32" NB, 5° 30' 12" OL | 516581 | Gemeentehuis; dijkhuis |
| Kasteel van Oijen | Kasteel, buitenplaats     | ca. 1600 begin 19e eeuw (gewijzigd) |           | Oijense Bovendijk 34 | 51° 48' 45" NB, 5° 31' 31" OL | 25915  | Meer afbeeldingen      |
| Hervormde kerk: Eenvoudig, driezijdig gesloten bakstenen zaalkerkje uit 1810, gelegen aan de voet van de dijk, met aan de zuid- en zuidwestzijde een verhoogd aangelegd kerkhof | Kerk en kerkonderdeel     | 1810                                |           | Oijense Bovendijk 39 | 51° 48' 60" NB, 5° 30' 53" OL | 25916  | Meer afbeeldingen      |

## Oss
De plaats Oss telt 17 inschrijvingen in het rijksmonumentenregister. Zie de lijst van rijksmonumenten in Oss (plaats) voor een overzicht. 

## Overlangel
De plaats Overlangel telt 1 inschrijving in het rijksmonumentenregister. Hieronder een overzicht.
| Object          | Oorspronkelijke functie? | Bouwjaar  | Architect          | Locatie       | Coördinaten?                  | Nr.?  | Afbeelding        |
| --------------- | ------------------------ | --------- | ------------------ | ------------- | ----------------------------- | ----- | ----------------- |
| St.Antoniuskerk | Kerk en kerkonderdeel    | 1854-1855 | W.J. van Vogelpoel | Kerkstraat 20 | 51° 46' 32" NB, 5° 40' 23" OL | 32401 | Meer afbeeldingen |

## Ravenstein
De plaats Ravenstein telt 79 inschrijvingen in het rijksmonumentenregister. Zie de lijst van rijksmonumenten in Ravenstein voor een overzicht. 

## Teeffelen
De plaats Teeffelen telt 4 inschrijvingen in het rijksmonumentenregister. Hieronder een overzicht.
| Object | Oorspronkelijke functie? | Bouwjaar | Architect | Locatie                        | Coördinaten?                  | Nr.?   | Afbeelding        |
| --- | ------------------------ | -------- | --------- | ------------------------------ | ----------------------------- | ------ | ----------------- |
| T-boerderij in eclectische stijl ter vervanging van een voorgaande boerderij, waarvan de fundamenten benut zijn | Boerderij                | 1883     |           | Pastoor van Weerdtstraat bij 6 | 51° 47' 52" NB, 5° 29' 30" OL | 516567 | Meer afbeeldingen |
| Schuur | Boerderij                | 1883     |           | Pastoor van Weerdtstraat bij 6 | 51° 47' 52" NB, 5° 29' 30" OL | 516568 | Meer afbeeldingen |
| Sint-Benedictuskerk                                                                                             | Kerk en kerkonderdeel    | 1657     |           | Pastoor van Weerdtstraat 9     | 51° 47' 55" NB, 5° 29' 26" OL | 25917  | Meer afbeeldingen |
| Toren van de kerk v.d. H. Benedictus                                                                            | Kerk en kerkonderdeel    |          |           | Pastoor van Weerdtstraat bij 9 | 51° 47' 55" NB, 5° 29' 26" OL | 25918  | Meer afbeeldingen |

's-Hertogenbosch ·
Alphen-Chaam ·
Altena ·
Asten ·
Baarle-Nassau ·
Bergeijk ·
Bergen op Zoom ·
Bernheze ·
Best ·
Bladel ·
Boekel ·
Boxtel ·
Breda ·
Cranendonck ·
Deurne ·
Dongen ·
Drimmelen ·
Eersel ·
Eindhoven ·
Etten-Leur ·
Geertruidenberg ·
Geldrop-Mierlo ·
Gemert-Bakel ·
Gilze en Rijen ·
Goirle ·
Halderberge ·
Heeze-Leende ·
Helmond ·
Heusden ·
Hilvarenbeek ·
Laarbeek ·
Land van Cuijk ·
Loon op Zand ·
Maashorst ·
Meierijstad ·
Moerdijk ·
Nuenen, Gerwen en Nederwetten ·
Oirschot ·
Oisterwijk ·
Oosterhout ·
Oss ·
Reusel-De Mierden ·
Roosendaal ·
Rucphen ·
Sint-Michielsgestel ·
Someren ·
Son en Breugel ·
Steenbergen ·
Tilburg ·
Valkenswaard ·
Veldhoven ·
Vught ·
Waalre ·
Waalwijk ·
Woensdrecht ·
Zundert